# Раба
Раба или Раб (на немски: Raab; на унгарски: Rába) е река в Австрия (провинции Щирия и Бургенланд) и Унгария (области Ваш, Дьор-Мошон-Шопрон и Веспрем), десен приток на Дунав (влива се в ръкава Мошонски Дунав). Дължината ѝ е 250 km, а площта на водосборния ѝ басейн – 10 400 km².

## Географска характеристика
Река Раба (Раб) води началото си от южното подножие на планинския масив Фишбахски Алпи на 1116 m н.в., на 7 km северно от градчето Пасайл, в източната част на провинция Щирия, Австрия. До град Фелдбах тече в югоизточна посока, след което завива на изток, при град Сентготхард навлиза на унгарска територия, постепенно завива на североизток и протича по северозападната част на Среднодунавската равнина (Кишалфьолд). Оттокът на реката е урегулиран чрез няколко малки язовира, а долното ѝ течение е канализирано чрез водозащитни диги. Влива се отдясно в ръкава Мошонски Дунав, при 1794 km на река Дунав, на 108 m н.в., в чертите на град Дьор (област Дьор-Мошон-Шопрон).
На юг и югоизток водосборният басейн на Раба граничи с водосборните басейни на реките Цухай Бакон Ер и Шио (десни притоци на Дунав), на юг, югозапад и запад – с водосборния басейн на река Мура (Мур, ляв приток на Драва, десен приток на Дунав), а на северозапад – с водосборните басейни на реките Лайта и Репце (Рабниц, десни притоци на Дунав). В тези си граници площта на водосборния басейн на Раба възлиза на 10 400 km² (1,27% т водосборния басейн на Дунав). Основни притоци: леви – Лафниц (114 km), Пинка (94 km), Шарок, Дьондьош (72 km); десни – Марцал (100 km).
Раба има ясно изразено пролетно (април и май) пълноводие с характерни епизодични летни прииждания в резултат на поройни дъждове във водосборния ѝ басейн. Средният годишен отток на реката е около 70 m³/sec. През месеците януари и февруари, но не всяка година се образува неустойчива ледена покривка.

## Стопанско значение, градове
Река Раба е плавателна за плиткогазещи съдове до унгарския град Кьорменд (област Ваш). Голяма част от водите ѝ през лятото се отклоняват за напояване, а по течението ѝ са изградени няколко малки ВЕЦ-а.
По цялото си протежение долината на реката е гъсто заселена. По-големите селища са градовете:
- Австрия – Глайсдорф и Фелдбах (Щирия), Енерсдорф (Бургенланд)
- Унгария – Сентготхард, Кьорменд и Шарвар (област Ваш), Дьор (област Дьор-Мошон-Шопрон)[1].